# Mariana Benavides
Mariana de los Ángeles Benavides Arguedas (Heredia, 26 de diciembre de 1994) es una futbolista costarricense. Juega como defensora en Millonarios de la Liga Profesional Femenina de Colombia
Mariana debutó con la selección de Costa Rica en el juego contra Estados Unidos (cayó 8-0), en un encuentro amistoso celebrado el 31 de agosto del 2012 en Rochester, Nueva York, Estados Unidos.
Ha participado en tres Copas Mundiales de la FIFA, primero en la categoría Sub-20 en Canadá 2014 y luego en los Mundiales Mayores en Canadá 2015 y Australia/Nueva Zelanda 2023. Además, logró medalla de oro en los Juegos Centroamericanos (2013, 2017), otras de bronce y plata en los Juegos Centroamericanos y del Caribe (2014, 2018), así como la presea de bronce en los Juegos Panamericanos (2019).
Jugó con el Club Sport Herediano (ligas menores), Flores de Heredia (ligas menores) y los primeros equipos del Herediano, Flores de Heredia, la A. D. Moravia, la A. D. Coronado Femenino, nuevamente el Herediano y el Deportivo Saprissa FF, en Costa Rica; actualmente milita con el Millonarios FC de Colombia.

## Palmarés

### Títulos nacionales
| Título                         | Club            | País       | Año  |
| ------------------------------ | --------------- | ---------- | ---- |
| Primera División de Costa Rica | A. D. Moravia   | Costa Rica | 2016 |
| Primera División de Costa Rica | A. D. Moravia   | Costa Rica | 2017 |
| Primera División de Costa Rica | C. S. Herediano | Costa Rica | 2020 |

### Títulos internacionales
| Título                             | Equipo                  | Sede       | Año  |
| ---------------------------------- | ----------------------- | ---------- | ---- |
| Juegos Deportivos Centroamericanos | Selección de Costa Rica | Costa Rica | 2013 |
| Copa Interclubes de la Uncaf       | A. D. Moravia           | Costa Rica | 2016 |
| Copa Interclubes de la Uncaf       | A. D. Moravia           | Costa Rica | 2017 |
| Juegos Deportivos Centroamericanos | Selección de Costa Rica | Nicaragua  | 2017 |